# Поваляєва Світлана Вадимівна
Світла́на Вади́мівна Поваля́єва (20 березня 1974 , Київ ) — українська письменниця, поетка, журналістка та громадська діячка.

## Біографія
Народилася 20 березня 1974 року в Києві. Пам'ятає себе з трьох місяців від народження. Навчалася у СШ № 71.
Закінчила Інститут журналістики Київського університету ім. Тараса Шевченка. Працювала на телеканалах СТБ та «Новий», у журналі «ПІК» та інтернет-газеті ForUm. Потім працювала журналісткою програми «Час важливо» на «5 каналі».
Вірші та проза Світлани Поваляєвої публікувалися у збірках, антологіях, літературних часописах. Є авторкою циклу казок для дітей «Вррум-чарівник» та «Вррум в лабетах Правил». Авторка книжок «Ексгумація міста», «Замість крові», «Орігамі-блюз», «Сімург», «Камуфляж в помаді», «Небо — кухня мертвих». У 2018 році після виходу семи прозових книжок вийшла перша поетична збірка авторки «Після Криму».
Членкиня журі літературного конкурсу «Міський молодіжний роман» (2006).
Претендентка на звання секс-символу української літератури (2008, проводився у рамках Форуму видавців у Львові).
Мала двох синів — Василя Ратушного (13.03.1996—27.02.2025) та Романа (5.07.1997—8.06.2022).
За релігійними переконаннями є буддисткою.

## Твори

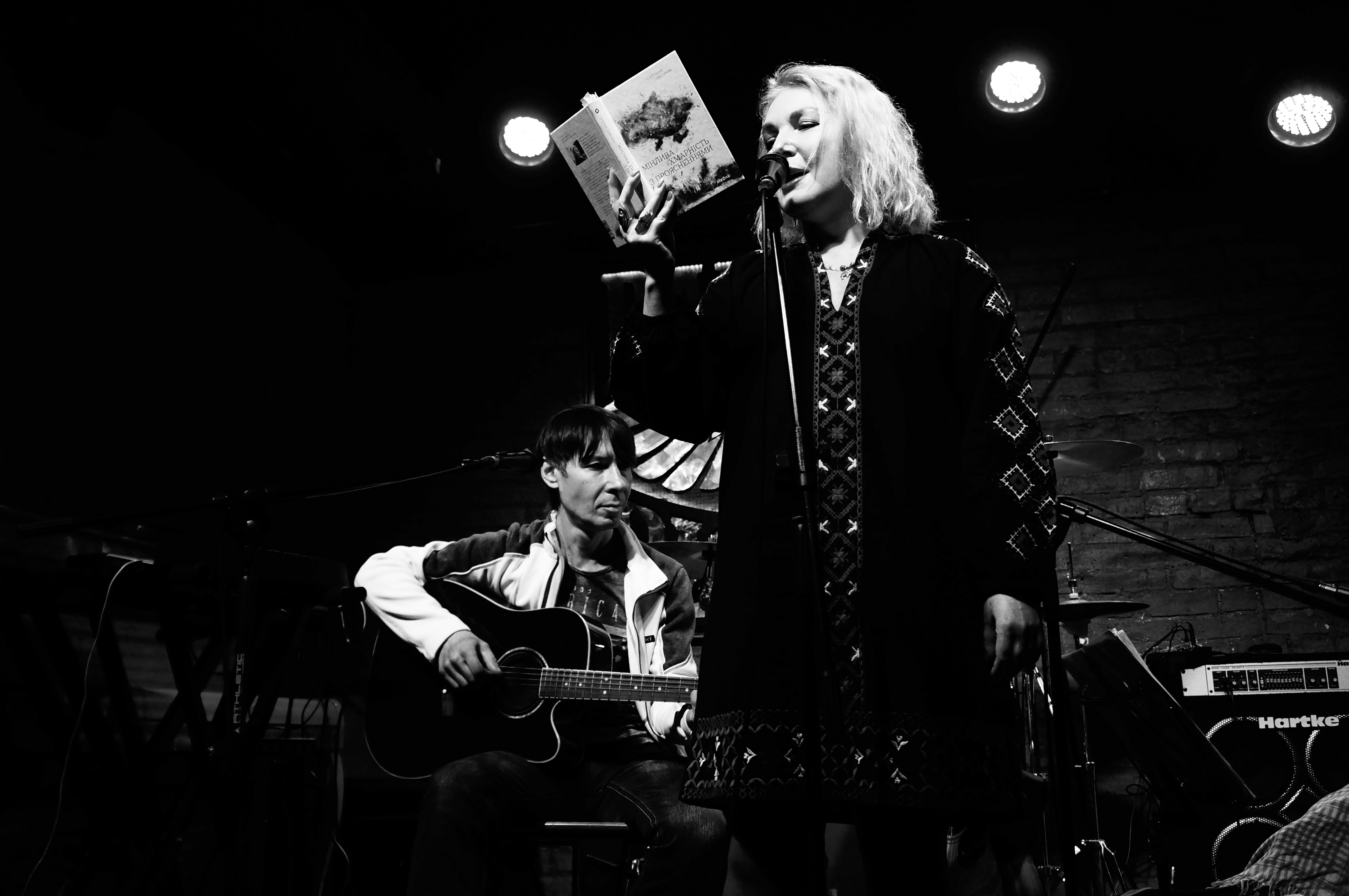
Світлана Поваляєва читає вірші із книги «Мінлива хмарність з проясненнями» на благодійному концерті «На Шапку» БФ СВОЇ (10 лютого 2023 року)

- «Ексгумація міста» (2003)
- «Замість крові» (2003)
- «Орігамі-блюз» (2005)
- «Сімург» (2006)
- «Камуфляж в помаді» (2006)
- «Вррум-чарівник», книга для дітей (К.: Грані-Т, 2007)
- «Лярви. Небо — кухня мертвих» (2007)
- БАРДО online (2009)
- «Декамерон. 10 українських прозаїків останніх десяти років[8]» (2010)
- «Після Криму» (Львів: Видавництво Старого Лева, 2018)
- «Мінлива хмарність з проясненнями» (Віхола, 2022)

## Критика
Світлану Поваляєву називають однією з небагатьох сучасних письменниць, які, відповідаючи епосі інформаційного перенасичення, створюють літературу, яку цікаво читати.
Кость Бондаренко схарактеризував творчість Світлани Поваляєвої так:
|  | Тексти Поваляєвої — не надумані. Вони досить органічні. Вона не „випендрюється…, пишучи цією мовою. Це — її спосіб думання і спосіб висловлювання. Це — вона сама. Вона є доволі парадоксальною і різною. Так само, як і її тексти. … Світлана старанно уникає вад, характерних для українського письменства. Її тексти є модерними й урбаністичними. Вона не сприймає хуторянства у повсякденному житті — тому цього самого хуторянства немає і на сторінках книги. |

## Цитати

### Ставлення до літератури
|  | Література для мене — спосіб існування в інформаційному просторі, така ж сама життєва ніша, як для когось іншого спорт, бізнес чи телебачення. Дитяча література — це найбільш екологічний спосіб захисту і розвитку особистості в агресивному інформаційному просторі повсякдення |

|  | Я ніколи не думаю, якою буде реакція на мої книги, а просто пишу, тому що мені пишеться… Не хочу дорослішати. Моя вроджена інфантильність — це якість, за яку чіпляюся зубами та кігтями. Страшенно не хочу в соціум, мені там нічого не подобається: усе довкола якесь пластмасове, штучне, неякісне… Не ховаюся від фотографів, які досить часто знімають мене з цигаркою чи алкоголем |

### Ставлення до літературної критики
|  | Що про неї говорити… У мене є знайома Вікторія Поліненко — дуже фаховий критик. Іздрик певний час писав у „Четверзі“ критичні статті. Бриних дуже добрий критик. З нових — є ще такий один в полі воїн — хоча вона не дорівняється ні до Бойченка, ні до Поліненко — це Віра Балдинюк. Принаймні, видно, що людина прочитала книжку, знається на літературі і намагається мислити. Вся наша критика зараз зводиться до того, що дєвочька чи мальчік, ідучи на презентацію, бере пресреліз, написаний такими самими дєвочьками і мальчіками, і цей пресреліз переписує. Добре, якщо в пресреліз додумалися вставити цитату, щоб виглядало „как живой“ |